# Choi Ran
Choi Ran (nascida em 30 de novembro de 1960) é uma atriz sul-coreana. Fez sua estreia no cinema em 1979 e se tornou mais conhecida como atriz coadjuvante em dramas de televisão, notadamente aqueles escritos pelas irmãs Hong.